# Горрис, Марлен
Марле́н Го́ррис (нидерл. Marleen Gorris; род. 9 декабря 1948, Рурмонд, Лимбург, Нидерланды) — нидерландская сценаристка, режиссёр кино и телевидения, феминистка. Обладательница премии «Оскар» за лучший фильм на иностранном языке («Антония», 1996); первая женщина-режиссёр, чья лента была отмечена «Оскаром» в этой категории.

## Ранние годы
Марлен Горрис родилась 9 декабря 1948 года в Рурмонде, на католическом юге Нидерландов, и росла средним ребёнком в рабочей протестантской семье, где было шестеро детей. Она изучала английскую литературу в Гронингенском и драматическое искусство в Амстердамском университетах и продолжила обучение в Великобритании, в 1976 году получив степень магистра искусств в области драмы в Бирмингемском университете. По возвращении в Нидерланды Горрис начала заниматься сценарным письмом, черпая вдохновение у таких кинодеятельниц-феминисток, как Шанталь Акерман, Маргерит Дюрас и Маргарета фон Тротта. В 1978 году она показала черновик своего сценария Акерман, и та посоветовала ей самостоятельно взяться за его постановку.

## Карьера
Горрис приступила к созданию своего первого фильма, практически не имея опыта работы в кино, и успешно дебютировала в качестве сценаристки и режиссёра в 1982 году, выпустив полнометражную драму под названием «Тишина вокруг Кристине М.». Проект был реализован при финансовой поддержке нидерландского правительства. По сюжету картины одной из героинь, судебному психиатру, поручают установить, находились ли во вменяемом состоянии три женщины, спонтанно убившие мужчину-владельца магазина. Феминистская направленность фильма расколола зрителей на два противоположных лагеря: для одних он воплотил «торжество глубокой женской солидарности», другие восприняли его как «опасную атаку» на лиц мужского пола. Кинокритики, со своей стороны, высоко оценили дебютную работу Горрис. В том же году она получила за неё премию Нидерландского кинофестифаля «Золотой телёнок» в категории «Лучший фильм».
Раннюю фильмографию Горрис принято считать бескомпромиссным, но доступным для аудитории продуктом радикального феминизма 1980-х годов, примером чего также может служить её вторая кинолента «Разбитые зеркала» (1984), в которой жизнь в борделе сопоставляется с действиями похищающего и медленно убивающего женщин бизнесмена. Тем не менее эта работа не стала предметом такой жаркой полемики, какую вызвала «Тишина вокруг Кристине М.».
После выпуска своей третьей нидерландской картины, «Последний остров» (1990), Горрис добилась неожиданного международного признания в 1995 году благодаря фильму «Антония», ставшему наиболее успешным проектом в её кинокарьере. Его действие разворачивается в консервативной голландской деревне вскоре после окончания Второй мировой войны и повествует о пяти поколениях женщин во главе с протагонисткой фильма Антонией, чья маленькая ферма становится убежищем для людей, отвергнутых обществом. Тогда как ранний сценарный стиль Горрис можно назвать сдержанным и объективным, «Антония», описанная философом Стине Йенсен как «феминистская региональная повесть», отличается большей субъективностью и гуманистичностью. Картина была удостоена ряда международных наград, включая премии «Серебряный Хьюго» за лучший сценарий и «Оскар» за лучший фильм на иностранном языке. Таким образом, Горрис стала первой женщиной, чья работа получила «Оскар» в этой категории.
Следующим её полнометражным фильмом была выпущенная в 1997 году экранизация романа Вирджинии Вулф «Миссис Дэллоуэй». Успех «Антонии» привлёк к Горрис внимание британской актрисы и сценаристки Айлин Эткинс, которая к тому времени уже написала сценарий к будущему фильму специально для исполнительницы главной роли Ванессы Редгрейв и решила пригласить Горрис на позицию режиссёра. Кинолента была тепло встречена как в Великобритании, так и в Соединённых Штатах. За ней последовала ещё одна литературная экранизация: в 2000 году Горрис сняла фильм по произведению Владимира Набокова «Защита Лужина», главные роли в нём исполнили Джон Туртурро и Эмили Уотсон. Скромный успех этой картины открыл ей путь в Голливуд, где она срежиссировала романтическую комедию «Каролина» (2003) с участием Джулии Стайлз.
Последний кинофильм Горрис под названием «Внутри вихря» был снят по мотивам автобиографического романа Евгении Гинзбург «Крутой маршрут» и вышел в 2009 году. Роль Гинзбург сыграла британская актриса Эмили Уотсон, с которой Горрис уже сотрудничала ранее в «Защите Лужина».

## Личная жизнь
Марлен Горрис сделала публичный каминг-аут как лесбиянка вскоре после выхода «Антонии». Её партнёрша, Мария Уитдехааг, работала в проекте вторым режиссёром и была упомянута в оскаровской речи Горрис на церемонии вручения премии в 1996 году.

## Фильмография
| Год  | Название                  | Оригинальное название       | Режиссёр   | Продюсер | Сценаристка | Примечание                               |
| ---- | ------------------------- | --------------------------- | ---------- | -------- | ----------- | ---------------------------------------- |
| 1982 | Тишина вокруг Кристине М. | De stilte rond Christine M. | Да         |          | Да          | Полнометражный фильм                     |
| 1983 | —                         | De geest van gras           | Да         |          |             | Телефильм                                |
| 1984 | Разбитые зеркала          | Gebroken spiegels           | Да         |          | Да          | Полнометражный фильм                     |
| 1990 | Последний остров          | The Last Island             | Да         |          | Да          | Полнометражный фильм                     |
| 1993 | —                         | Verhalen van de straat      | Да         |          | Да          | Телесериал, 5 эпизодов                   |
| 1995 | Антония                   | Antonia                     | Да         |          | Да          | Полнометражный фильм                     |
| 1997 | Миссис Дэллоуэй           | Mrs Dalloway                | Да         |          |             | Полнометражный фильм                     |
| 2000 | Защита Лужина             | The Luzhin Defence          | Да         |          |             | Полнометражный фильм                     |
| 2003 | Каролина                  | Carolina                    | Да         |          |             | Полнометражный фильм                     |
| 2007 | Секс в другом городе      | The L Word                  | Да (1 эп.) |          |             | Сезон 4, эпизод 2: «Livin' La Vida Loca» |
| 2009 | Внутри вихря              | Within the Whirlwind        | Да         |          |             | Полнометражный фильм                     |
| 2011 | Рембрандт и я             | Rembrandt en ik             | Да         |          | Да (1 эп.)  | Мини-сериал, 4 эпизода                   |

## Награды и номинации
| Год  | Премия             | Категория                               | Работа                    | Результат | Прим.  |
| ---- | ------------------ | --------------------------------------- | ------------------------- | --------- | ------ |
| 1982 | «Золотой телёнок»  | Лучший фильм                            | Тишина вокруг Кристине М. | Победа    | [ 11 ] |
| 1995 | «Золотой телёнок»  | Лучшая режиссура художественного фильма | Антония                   | Победа    | [ 11 ] |
| 1995 | «Серебряный Хьюго» | Лучший сценарий                         | Антония                   | Победа    | [ 12 ] |
| 1996 | «Оскар»            | Лучший фильм на иностранном языке       | Антония                   | Победа    | [ 15 ] |
| 1997 | BAFTA              | Лучший неанглоязычный фильм             | Антония                   | Номинация | [ 16 ] |